# Marelisa Gibson
Marelisa Gibson Villegas, est une vénézuelienne née le 26 août 1988 à Caracas, élue Miss Venezuela 2009,.
Elle représente le Venezuela à Miss Univers 2010. Marelisa étudie l'architecture à l'université centrale du Venezuela à Caracas. Elle parle l'espagnol, l'anglais et le français.
Elle est inspirée par l'architecture du Corbusier, ainsi que de Santiago Calatrava, Ludwig Mies van der Rohe et Renzo Piano. Ses hobbies sont le théâtre et la photographie.